# Cal Boronat (Cervera)
Cal Boronat és una casa de Cervera (Segarra) inclosa a l'Inventari del Patrimoni Arquitectònic de Catalunya.

## Descripció
Casa d'obra arrebossada. És de grans dimensions i té quatre plantes. A la planta baixa hi ha dues portalades laterals d'arc de mig punt rebaixat i dues de centrals quadrangulars, una d'elles ha estat parcialment segada i convertida en finestra.
La primera planta presenta quatre portes balconeres també d'arc escarser i baranes de forja molt decorada. La segona planta també té quatre balcons, les portes iguals a les de la primera planta i les baranes llises. Els balcons quasi no sobresurten de la façana. A la golfa hi ha quatre finestres rectangulars, amb ampit. Les plantes estan separades per motllures amb decoració floral i geomètrica.